# Linn County (Oregon)
Linn County ist ein County im Bundesstaat Oregon der Vereinigten Staaten. Das U.S. Census Bureau hat bei der Volkszählung 2020 eine Einwohnerzahl von 128.610 ermittelt. Der Verwaltungssitz (County Seat) ist Albany. Benannt ist es nach dem Politiker Lewis F. Linn.

## Geographie
Das County hat eine Fläche von 5983 Quadratkilometern; davon sind 47 Quadratkilometer (0,78 Prozent) Wasserfläche. Es wird vom Office of Management and Budget zu statistischen Zwecken als Albany, OR Metropolitan Statistical Area geführt.

## Geschichte
Das County wurde am 28. Dezember 1847 gegründet. Die Benennung geht auf den Mediziner und Politiker Lewis F. Linn zurück.
68 Bauwerke und Stätten des Countys sind im National Register of Historic Places (NRHP) eingetragen (Stand 14. Juli 2018).

## Demografische Daten

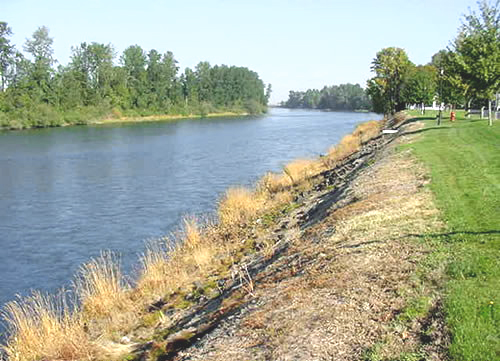
Der Willamette River

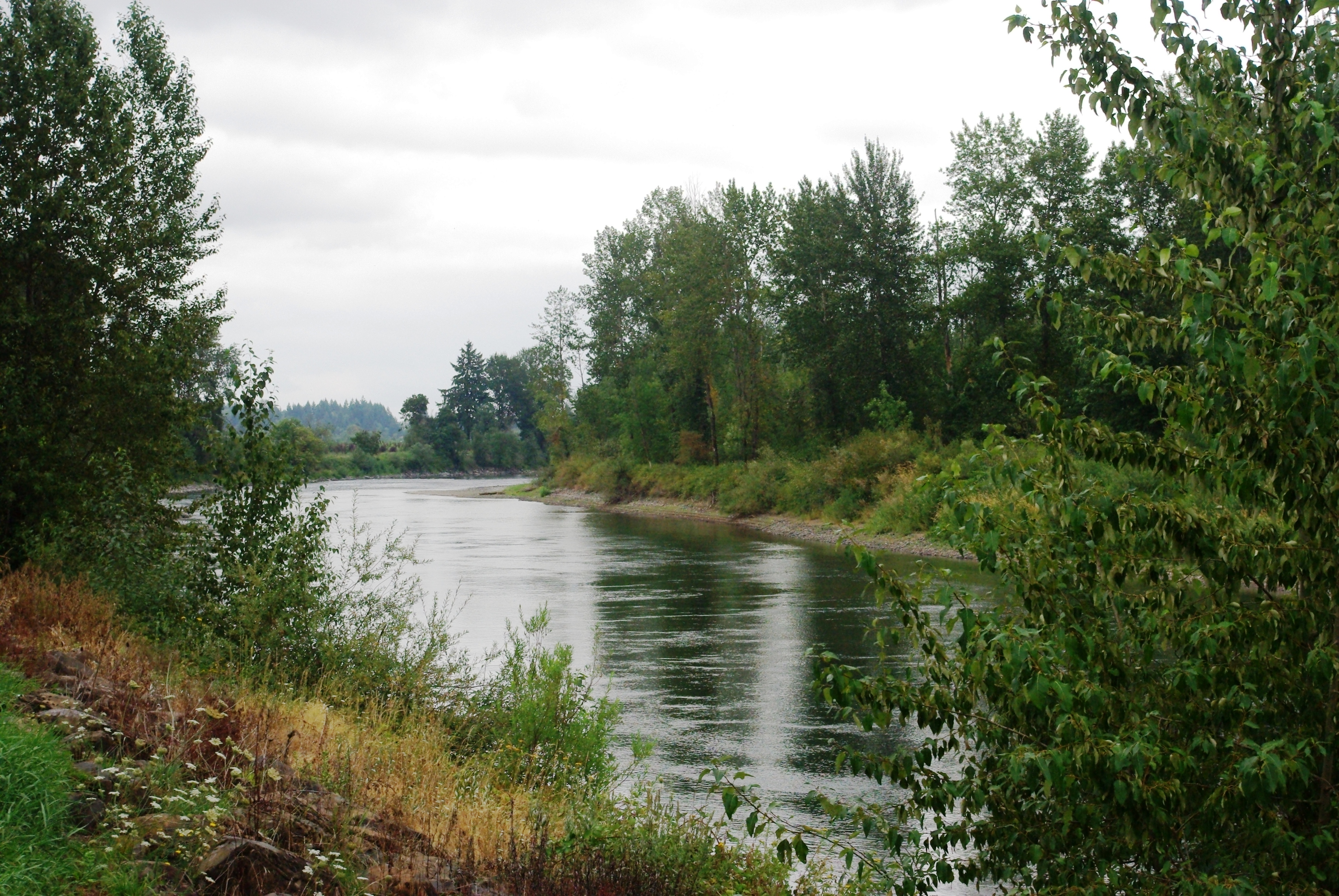
Der Santiam River nahe der Interstate 5

Nach der Volkszählung im Jahr 2000 lebten im County 103.069 Menschen. Es gab 39.541 Haushalte und 28.232 Familien. Die Bevölkerungsdichte betrug 17 Einwohner pro Quadratkilometer. Ethnisch betrachtet setzte sich die Bevölkerung zusammen aus 93,20 % Weißen, 0,32 % Afroamerikanern, 1,27 % amerikanischen Ureinwohnern, 0,78 % Asiaten, 0,15 % Bewohnern aus dem pazifischen Inselraum und 1,80 % Prozent aus anderen ethnischen Gruppen; 2,49 % stammten von zwei oder mehr ethnischen Gruppen ab. 4,38 % der Bevölkerung waren spanischer oder lateinamerikanischer Abstammung.
Von den 39.541 Haushalten hatten 32,00 % Kinder und Jugendliche unter 18 Jahre, die bei ihnen lebten. 56,90 % waren verheiratete, zusammenlebende Paare, 10,00 % waren allein erziehende Mütter. 28,60 % waren keine Familien. 23,00 % waren Singlehaushalte und in 10,10 % lebten Menschen im Alter von 65 Jahren oder darüber. Die Durchschnittshaushaltsgröße betrug 2,58 und die durchschnittliche Familiengröße lag bei 3,01 Personen.
Auf das gesamte County bezogen setzte sich die Bevölkerung zusammen aus 26,00 % Einwohnern unter 18 Jahren, 8,40 % zwischen 18 und 24 Jahren, 27,00 % zwischen 25 und 44 Jahren, 24,10 % zwischen 45 und 64 Jahren und 14,50 % waren 65 Jahre alt oder darüber. Das Durchschnittsalter betrug 37 Jahre. Auf 100 weibliche Personen kamen 97,50 männliche Personen, auf 100 Frauen im Alter ab 18 Jahren kamen statistisch 95,00 Männer.

Das jährliche Durchschnittseinkommen eines Haushalts betrug 37.518 USD, das Durchschnittseinkommen der Familien betrug 44.188 USD. Männer hatten ein Durchschnittseinkommen von 35.586 USD, Frauen 24.073 USD. Das Prokopfeinkommen betrug 17.633 USD. 11,40 % der Bevölkerung und 8,90 % der Familien lebten unterhalb der Armutsgrenze. 14,80 % davon waren unter 18 Jahre und 7,10 % waren 65 Jahre oder älter.